# Hall XPTBH
O Hall XPTBH foi um protótipo de hidroavião bimotor norte-americano, enviado à Marinha dos Estados Unidos pela Hall Aluminum Aircraft Corporation em resposta à especificação de 1934 de uma aeronave de observação e bombardeiro. Construído de forma inovadora e com uso extensivo de alumínio, o XPTBH provou ser bem-sucedido em testes de voo, mas falhou em agradar a Marinha dos Estados Unidos. Não recebeu contrato de produção e a única aeronave construída serviu para testes experimentais, até sua destruíção em um furacão no ano de 1938.